# Теологическая эстетика
Теологическая эстетика (теоэстетика) — это междисциплинарное направление теологии и эстетики, которая определяется как «занимающаяся вопросами о Боге и проблемами богословия в свете и посредством чувственного познания (ощущения, чувства, воображение), через красоту и искусство».
Среди известных богословов и философов, исследовавших эту область, особый вклад внести Блаженный Августин, Фома Аквинский, Мартин Лютер, Серён Кьеркегор, Ханс Бальтазар.

## Эстетика в христианском богословии

#### Раннее христианство
Богословские труды периода раннехристианской церкви, посвященные эстетике, охватывают период с около 160 по около 650 гг. и включают труды Иустина Мученика, Иренея, Оригена, Аврелия Августина, Псевдо-Дионисия, Григория Нисского, Максима Исповедника и др. В этот период преобладали такие темы, как «видение Бога или Божьей славы, образ Бога во Христе и в нас, а также проблема поклонения идолам». Этот период характеризовался ранним становлением, как христианской теологии в целом, так и её эстетической части.
Представление Августина об объективном существовании красоты является одной из его самых фундаментальных идей. Он пишет, что красота объективна и что эта объективность является внешней по отношению к людям, которые могут созерцать красоту, не создавая ее. Августин писал, что нечто «радует, потому что оно прекрасно». Он подчеркивал, что красота сама по себе является неотъемлемым аспектом творения; она гармонична по своей природе, и ее существование соответствует самым глубоким, но «правильным» желаниям человечества, потому что мера, форма и порядок делают что-то хорошим. В своей работе «О музыке» Августин утверждает, что красота — это единство разрозненных частей, таких как линии, цвета и звуки.
Августин пишет: «Этот порядок и расположение, поскольку охраняют единство всего в самой противоположности, производят то, что и само зло является необходимым. Через это, как бы некоторым образом из антитез (что нам приятно бывает и в речи), то есть из противоположностей, образуется красота всех вместе взятых вещей» (De ordin. I, 7), то есть красота всей твари Божьей. Исходный пункт эстетической теории Августина гласит, что «каждое из произведений природы, которое возникает по воле Божественного промысла, гораздо лучше, чем произведения людей и каких угодно художников, а потому и более достойно божественного почтения, чем то, что чтилось в храмах» (De vera relig. 2)
Псевдо-Дионисий Ареопагит развил классическое представление о том, что прекрасное связано с добром, написав, что красота является проявлением добра. Он обосновал это предположение своей идеей о том, что Бог является Причиной всего, что означает, что красота и прекрасное — одно и то же, потому что у них одна и та же причина. Он утверждал, что все вещи обладают красотой, потому что все берет начало в Причине, а это значит, что ничто не может потерять свою красоту. Для Псевдо-Дионисия существует Абсолютная красота, от которой через «эманацию» происходит вся материальная красота. Это приводит к земной встрече с красотой, которая является божественной, даже если она может казаться несовершенной. Такая концепция, по мнению Ананды К. Кумарасвами, важна потому, что средневековая эстетика впоследствии «фундаментально основывалась на [его] краткой трактовке Прекрасного» в «О божественных именах». Эта трактовка также включала важный шаг использования «Красоты» в качестве божественного имени. По мнению Брендана Томаса Саммона, этот подход повлиял на то, как святой Фома Аквинский стал относиться к красоте

#### Средневековое христианство
В Средние века западные богословы, такие как Ансельм Кентерберийский, Иоанн Скот Эриугена, Бонавентура, Фома Аквинский, Николай Кузанский и Бернар Клервоский, затрагивали такие темы, как «идея красоты, видение Бога, образ Христа, конфликт между иконопочитателями и иконоборцами, а также сильное присутствие личностно обоснованных и поэтических доксологий». Перед средневековыми теологами возникла задача оформления эстетического аспекта христианства, как наиболее успешного пути распространения веры. Поскольку эстетическая сторона религии играет значительную роль в успехе прозелитизма.
Фома Аквинский дал два индивидуальных определения красоты в «Сумме теологии». Первое утверждает, что прекрасное переживается через зрительное удовольствие, а второе — что прекрасное является приятным восприятием. Они представляют собой единое определение красоты, которое учитывает как субъективный, так и объективный опыт красоты, где акцент на зрение и восприятие создает целостную основу для понимания красоты. Его наиболее исторически важной идеей в эстетике было то, что прекрасное доставляет удовольствие, но не все удовольствия являются прекрасными.
В отличие от своего предшественника Псевдо-Дионисия, который исходил в своей эстетике из предположения об абсолютной и божественной красоте, Аквинский взял за отправную точку материальную красоту, подверженную эмпиризму. Отойдя от платоновского трансцендентного, Аквинский перешел к аристотелизму, которое позволило исследовать прекрасное и благое как независимые друг от друга. Этот шаг позволил Аквинскому разработать неявные критерии красоты: актуальность, пропорциональность, сияние и целостность.

#### Реформация
Богословы протестантской Реформации XVI века (Мартин Лютер, Жан Кальвин и Ульдрих Цвингли) занимались в основном «теологией образа, в частности, идолопоклонством и иконоборчеством». Реформация предполагала упрощение церковной службы, и меньшую помпезности церковных мероприятий, которыми отличалась Католическая церковь.

#### Новое время
В этот период теологическая эстетика стала более разнообразной, и в ней проявилась такие виды, как «сочинение гимнов в протестантских кругах, труды Эдвардса о красоте, романтические художники и интеллектуалы с их панентеистическими чувствами, идея Шлейермахера о религии как чувстве и интуиции, упадок религиозного искусства и новаторский философский вклад таких мыслителей, как Берк, Баумгартен, Кант и Гегель».

#### XX век
Некоторые основные темы, возникшие и развитые в 20 веке, включали в себя вопрос о том, «как искусство может функционировать в качестве источника и богословия» (Тиллих, Ранер, Дилленбергер), вопрос о «произведении искусства как формирователе смысла в современной культуре» (Берч Браун, Кокс, Кюнг), «существенная роль воображения в богословии» (Линч, Макинтайр, Грин) и красота Бога (ван дер Леув, Барт, фон Бальтазар).